# Regionalwahl in der Emilia-Romagna 2010
Die Regionalwahl in der Emilia-Romagna 2010 fand am 28. und 29. März statt; der Regionalrat und der Präsident der Region Emilia-Romagna wurden gleichzeitig gewählt.

## Wahlergebnis
| Kandidaten                                        | Kandidaten          | Stimmen   | %    | Listen                  | Stimmen   | %    | Mandate |
| ------------------------------------------------- | ------------------- | --------- | ---- | ----------------------- | --------- | ---- | ------- |
|                                                   | Vasco Erranigewählt | 1.197.789 | 52,1 | Partito Democratico     | 857.613   | 40,6 | 18      |
| Italia dei Valori                                 | Vasco Erranigewählt | 1.197.789 | 52,1 | 136.040                 | 6,4       | 2    |         |
| Federazione della Sinistra                        | Vasco Erranigewählt | 1.197.789 | 52,1 | 58.943                  | 2,8       | 1    |         |
| Sinistra Ecologia Libertà – Federazione dei Verdi | Vasco Erranigewählt | 1.197.789 | 52,1 | 37.698                  | 1,8       | 1    |         |
| Partito Pensionati                                | Vasco Erranigewählt | 1.197.789 | 52,1 | 5.310                   | 0,3       | –    |         |
| Mandate der Listengruppe                          | Vasco Erranigewählt | 1.197.789 | 52,1 | –                       | –         | 10   |         |
| ↳ Gesamt                                          | Vasco Erranigewählt | 1.197.789 | 52,1 | 1.095.604               | 51,9      | 32   |         |
|                                                   | Anna Maria Bernini  | 844.915   | 36,7 | Il Popolo della Libertà | 518.108   | 24,6 | 10      |
| Lega Nord                                         | Anna Maria Bernini  | 844.915   | 36,7 | 288.601                 | 13,7      | 4    |         |
| La Destra – Autonomia per L'Emilia-Romagna        | Anna Maria Bernini  | 844.915   | 36,7 | 1.695                   | 0,1       | –    |         |
| Nicht gewählte Direktkandidat                     | Anna Maria Bernini  | 844.915   | 36,7 | –                       | –         | 1    |         |
| ↳ Gesamt                                          | Anna Maria Bernini  | 844.915   | 36,7 | 808.404                 | 38,3      | 15   |         |
|                                                   | Giovanni Favia      | 161.056   | 7,0  | Movimento 5 Stelle      | 126.619   | 6,0  | 2       |
|                                                   | Gian Luca Galletti  | 96.625    | 4,2  | Unione di Centro        | 79.244    | 3,8  | 1       |
| Gesamt                                            | Gesamt              | 2.300.385 | 100  |                         | 2.109.871 | 100  | 50      |